# Kniebuiging (religieus)
De kniebuiging is een religieus gebruik, onder andere in het rooms-katholieke geloof, waarbij de ene knie licht wordt gebogen en de andere knie dan de grond raakt (als een groet naar bijvoorbeeld een kruis of het Allerheiligste bij het binnenkomen en het verlaten van een kerk). Hiermee wordt overigens geen knielen bedoeld.